# Yllenus
Yllenus es un género de arañas saltarinas de la familia Salticidae.

## Especies
- Yllenus arenarius Simon, 1868
- Yllenus baltistanus Caporiacco, 1935
- Yllenus charynensis Logunov & Marusik, 2003
- Yllenus desertus Wesolowska, 1991
- Yllenus dunini Logunov & Marusik, 2003
- Yllenus erzinensis Logunov & Marusik, 2003
- Yllenus flavociliatus Simon, 1895
- Yllenus gajdosi Logunov & Marusik, 2000
- Yllenus horvathi Chyzer, 1891
- Yllenus karakumensis Logunov & Marusik, 2003
- Yllenus kononenkoi Logunov & Marusik, 2003
- Yllenus kulczynskii Punda, 1975
- Yllenus lyachovi Logunov & Marusik, 2000
- Yllenus marusiki Logunov, 1993
- Yllenus rotundiorificus Logunov & Marusik, 2000
- Yllenus turkestanicus Logunov & Marusik, 2003
- Yllenus uiguricus Logunov & Marusik, 2003
- Yllenus zyuzini Logunov & Marusik, 2003